# Antonín Novotný
Antonín Novotný (ur. 10 grudnia 1904 w Letňanach, zm. 28 stycznia 1975 w Pradze) – czeski polityk, czechosłowacki działacz komunistyczny, w latach 1957–1968 prezydent kraju, I sekretarz partii komunistycznej w latach 1953–1968; stracił władzę wskutek rozwoju ruchu reformatorskiego w 1968.

## Życiorys

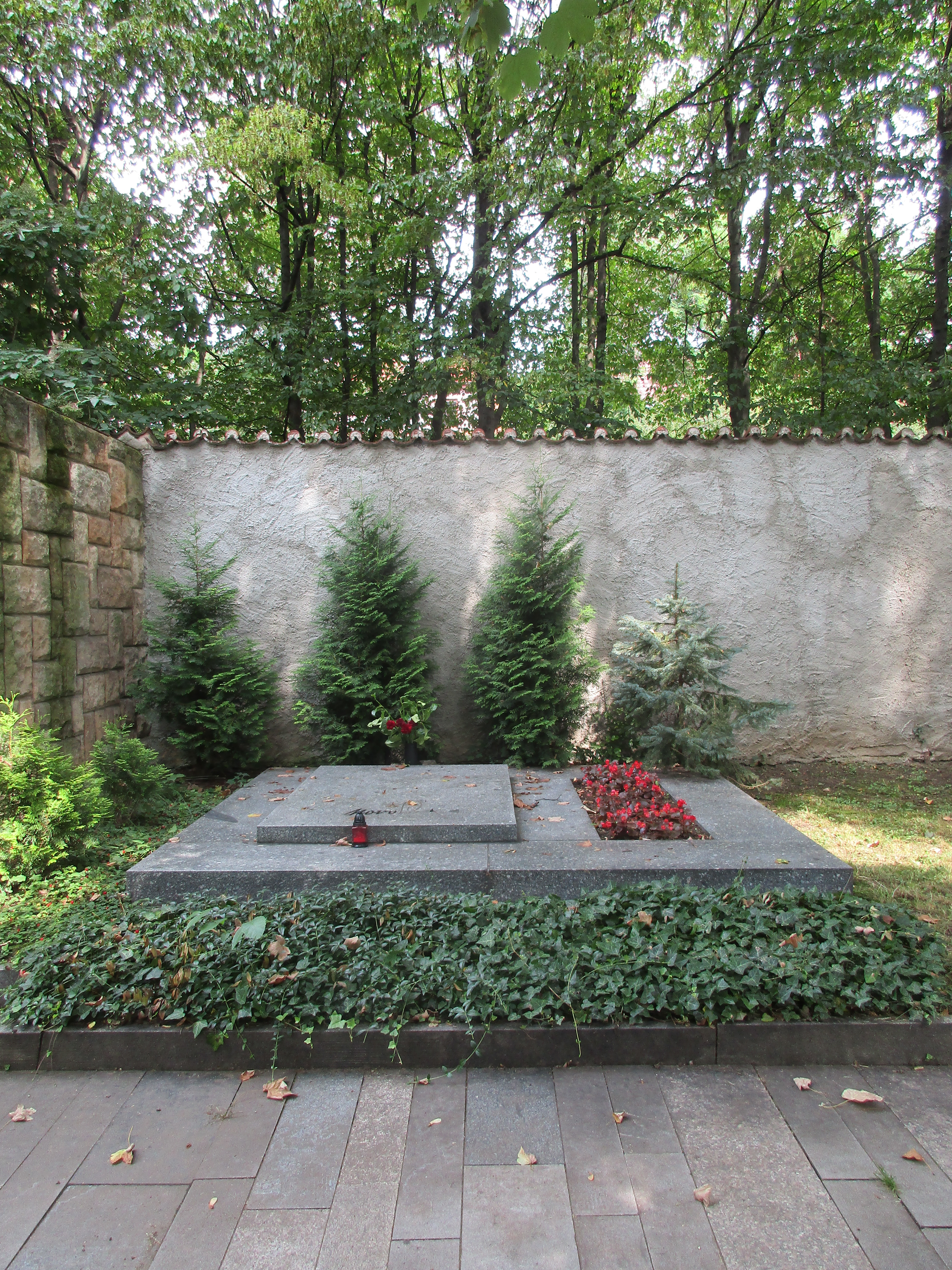
Grób Antonína Novotný’ego na cmentarzu Malvazinky

Syn murarza, został oddany na naukę do ślusarza; już w dzieciństwie zatrudnił się w fabryce broni. W 1921 rozpoczął działalność w Partii Komunistycznej. W czasie II wojny światowej, kiedy Czechy były okupowane przez Niemców, więziony był przez 4 lata (1941–1945) w obozie koncentracyjnym Mauthausen-Gusen, gdzie był kapo brygady robotniczej. Współpracował z Klementem Gottwaldem. Po wojnie zajmował kolejno coraz wyższe stanowiska w hierarchii partyjnej. W 1946 został członkiem Komitetu Centralnego partii komunistycznej. W 1948 odegrał znaczącą rolę w trakcie przewrotu, który zapewnił komunistom przejęcie władzy. W 1951 został członkiem Biura Politycznego. W 1953 (po śmierci Gottwalda) jako I sekretarz Komunistycznej Partii Czechosłowacji był drugą osobą w państwie – po prezydencie Antoninie Zapotockim. Kiedy ten zmarł w 1957 roku, Novotný objął i to stanowisko, kumulując władzę w swoich rękach.

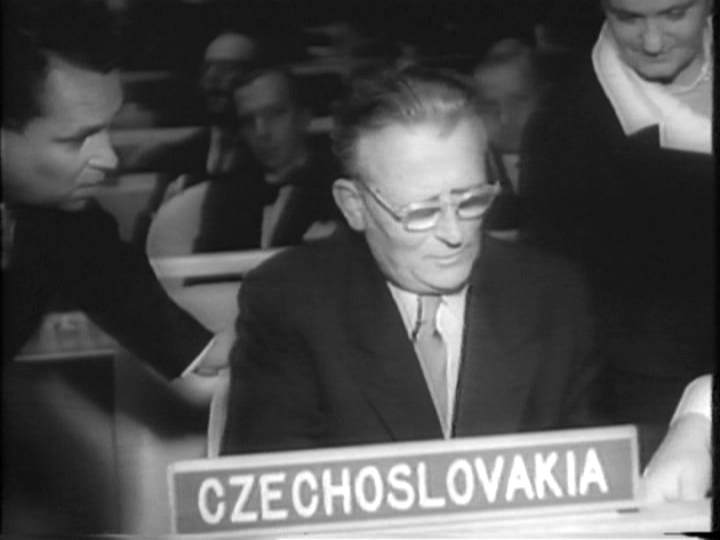
Antonín Novotný

Rządząc krajem, szeroko czerpał ze stalinowskich wzorców. Sprawował represyjne rządy, utrzymując ścisłą zależność Czechosłowacji od Związku Socjalistycznych Republik Radzieckich. Dążył do industrializacji kraju, interesując się również postępem gospodarczym w innych państwach Bloku Wschodniego. Od początku lat 60. próbował przeciwstawić się coraz silniejszemu ruchowi, który żądał przeprowadzenia w kraju głębokich reform. Od 1962 zmagał się z kryzysem, w 1964 ponownie objął urząd prezydenta kraju, zaś w 1967 podjął liberalizację systemu, chcąc zapewnić sobie poparcie inteligencji oraz studentów.
Zmuszony do ustąpienia 5 stycznia 1968 roku zrezygnował ze stanowiska I sekretarza partii, na którym zastąpił go Alexander Dubček. Pod koniec lutego tego roku próbował dokonać wojskowo-milicyjnego zamachu stanu w celu odzyskania pełni rządów. 22 marca utracił (również z powodu rezygnacji) stanowisko prezydenta, na tym fotelu zastąpił go Ludvík Svoboda. 30 maja 1968 wydalony z partii. W tym samym roku sprzeciwił się inwazji wojsk Układu Warszawskiego na Czechosłowację. W 1971 przywrócono mu członkostwo, lecz nie zyskał tym już żadnych wpływów politycznych.
W 1969 otrzymał Order Odrodzenia Polski I klasy.
Zmarł w 1975 w Pradze. Został pochowany na cmentarzu Malvazinky.